# Dirk Fabriek
Dirk Fabriek (ur. 2 kwietnia 1985 w Ter Apel) – holenderski żużlowiec, występujący również na długim torze i na trawie.

## Osiągnięcia
Największe osiągnięcia:
- dwukrotny brązowy medalista indywidualnych mistrzostw świata na długim torze (2008, 2009).
- siedmiokrotny medalista drużynowych mistrzostw świata na długim torze: dwukrotnie złoty (2013, 2016), trzykrotnie srebrny (2008, 2009, 2014) oraz dwukrotnie brązowy (2010, 2017),
- czterokrotny medalista indywidualnych mistrzostw Europy na torze trawiastym: trzykrotnie srebrny (2005, 2012, 2013) oraz brązowy (2006),
- sześciokrotny medalista indywidualnych mistrzostw Holandii na torze trawiastym: trzykrotnie złoty (2008, 2009, 2010), dwukrotnie srebrny (2006, 2011) oraz brązowy (2014).